# Climax Group
Climax Group foi uma companhia desenvolvedora global independente de jogos de videogame com quatro estúdios, fundada em 1998. A Climax lançou vários jogos para os consoles: Sony PlayStation 2, Nintendo GameCube e Game Boy Advance, e Microsoft Xbox. Em 2006, o estúdio racing, responsável pelo desenvolvimento de jogos de corrida (como MotoGP, ATV Offroad, etc.) foi adquirida pela Buena Vista Games, uma divisão da The Walt Disney Company. A Climax lançou em 2007 o jogo Silent Hill: Ørigins para o PlayStation Portable, jogo que em 2008 ganhou uma versão para PlayStation 2. Em 2009 anunciou o Silent Hill Shattered Memories para o Wii que em 2010 também ganhou versões para PlayStation 2 e PlayStation Portable.

## Jogos
- Assassin's Creed Chronicles: China (PlayStation 4, Xbox One e PC)
- ATV Offroad Fury 3 (PlayStation 2)
- ATV Offroad Fury: Blazin' Trails (PlayStation Portable)
- ATV Quad Power Racing 2 (PlayStation 2, GameCube e Xbox)
- Crash 'n' Burn (PlayStation 2 e Xbox)
- Crusty Demons (Xbox)
- Diablo (PlayStation)
- Disney's Lilo & Stitch 2: Hämsterviel Havoc (Game Boy Advance)
- Ghost Rider (PlayStation 2 e PlayStation Portable)
- Hot Wheels Stunt Track Challenge (PlayStation 2 e Xbox)
- Hot Wheels World Race (GameCube, PC, PlayStation 2 e Game Boy Advance)
- Kingdom of Paradise (PlayStation Portable)
- MotoGP (Xbox)
- MotoGP 06: Ultimate Racing Technology (Xbox 360)
- MotoGP 2 (Xbox e PC)
- MotoGP: Ultimate Racing Technology 3 (Xbox)
- Nicktoons Unite! (Nintendo DS)
- Rally Fusion: Race of Champions (PlayStation 2 e Xbox)
- Serious Sam Advance (Game Boy Advance)
- Sim Coaster (PC)
- Silent Hill Shattered Memories (wii, PS2 e PSP)
- Speed Kings (GameCube, PlayStation 2 e Xbox)
- SpongeBob SquarePants: SuperSponge (Game Boy Advance)
- Sudeki (Xbox)
- SX Superstar (PC e Xbox)
- The Italian Job (GameCube e Xbox)
- Theme Park World (PlayStation)
- Tron 2.0: Killer App (Xbox)
- Viva Piñata (Versão de PC)